# 海南槽裂木
海南槽裂木（学名：Pertusadina hainanensis）为茜草科槽裂木属下的一个种。其种加词“hainanensis”意为“海南的”。
现接受名为全州水团花（Adina metcalfii Merr. ex H.L.Li, 1943）。